# Центральне бюро астрономічних телеграм
Центральне бюро астрономічних телеграм (ЦБАТ, англ. Central Bureau for Astronomical Telegrams, CBAT) — офіційний центр зі збирання та поширення інформації про всі типи астрономічних спостережень, які стосуються об'єктів усіх видів (планет, супутників, астероїдів, комет, зір тощо), а також усіх видів небесних явищ (спалахів наднових і нових, метеорних потоків тощо) постійного або тимчасового характеру. ЦБАТ визначає пріоритет відкриття, час відкриття та остаточні назви виявлених об'єктів. Готує та поширює від імені Міжнародного астрономічного союзу (МАС) International Astronomical Union Circulars — IAUC (International Astronomical Union Circulars).
У період від 1920 до 1992 року ЦБАТ надсилав телеграми тільки в екстрених випадках, більшість циркулярів надсилали звичайною поштою. Від середини 1980-х років циркуляри МАС та Центру малих планет (ЦМП) стали доступними в електронному вигляді. Після 1992 року, коли розсилання телеграм припинили, назву «телеграма» залишили, і нині повідомлення ЦБАТ називають «електронними телеграмами» Центрального бюро астрономічних телеграм.
Некомерційна організація, яка, проте, стягує плату за послуги для фінансування своєї подальшої діяльності.

## Історія
Центральне бюро заснувало Астрономічне товариство (Astronomische Gesellschaft) 1882 року в Кілі (Німеччина). Під час Першої світової війни його перенесено в обсерваторію Копенгагенського університету (Копенгаген, Данія). 1922 року МАС створив Центральне бюро астрономічних телеграм (Bureau Central des Télégrammes Astronomiques), яке залишалося в Копенгагені до 1965 року, а потім переїхало до обсерваторії Гарвардського коледжу, де працює під управлінням Смітсонівської астрофізичної обсерваторії. Нині ЦБАТ перебуває в Кембриджі (штат Массачусетс).